# Transports dans la Charente-Maritime
Les transports dans le département français de la Charente-Maritime sont un des domaines clés de l'économie de la Charente-Maritime et ont contribué à transformer ce département, longtemps rural et pauvre, en un territoire actuellement dynamique et attractif.

## Généralités
Le caractère littoral de ce département qui s’étend le long de l'océan Atlantique a fortement influencé ses transports.
En premier lieu, la Charente-Maritime possède une riche histoire de transport maritime, qu'il s'agisse de commerce, de transport de passagers ou de marine de guerre. La Charente-Maritime dispose de nombreux ports dont certains assurent des liaisons maritimes pour les voyageurs comme entre Royan et Le Verdon sur l'estuaire de la Gironde, entre Fouras et l'Île-d'Aix  ou entre La Rochelle et Boyardville dans le pertuis d'Antioche. D'autres sont spécialisés dans le trafic maritime international avec le Grand port maritime de La Pallice (sixième de France par le tonnage) et le complexe portuaire de Rochefort-Tonnay-Charente sur la Charente.
En second lieu, l'attractivité du littoral a contribué à faire de la Charente-Maritime la deuxième destination touristique de France : le trafic généré par cette activité explique la fréquence des TGV inOui reliant Paris à La Rochelle, la construction de ponts vers les îles d'Oléron et Ré ou encore l'activité de l'aéroport de La Rochelle-Île de Ré, le plus important entre Loire et Gironde.
Les principaux carrefours de voies de communication ferroviaires, routières et autoroutières sont représentés par les villes principales, où Saintes en particulier joue un rôle de premier plan. La Rochelle et Rochefort sont également d'importants centres de transit et d'échanges.

## Transport routier

### Infrastructures routières

#### Le réseau autoroutier
La première autoroute à avoir été construite en Charente-Maritime date de 1981 et la dernière a été ouverte en 1997. Le réseau autoroutier en Charente-Maritime est de 132 kilomètres et est le plus long de l'ex-région Poitou-Charentes.

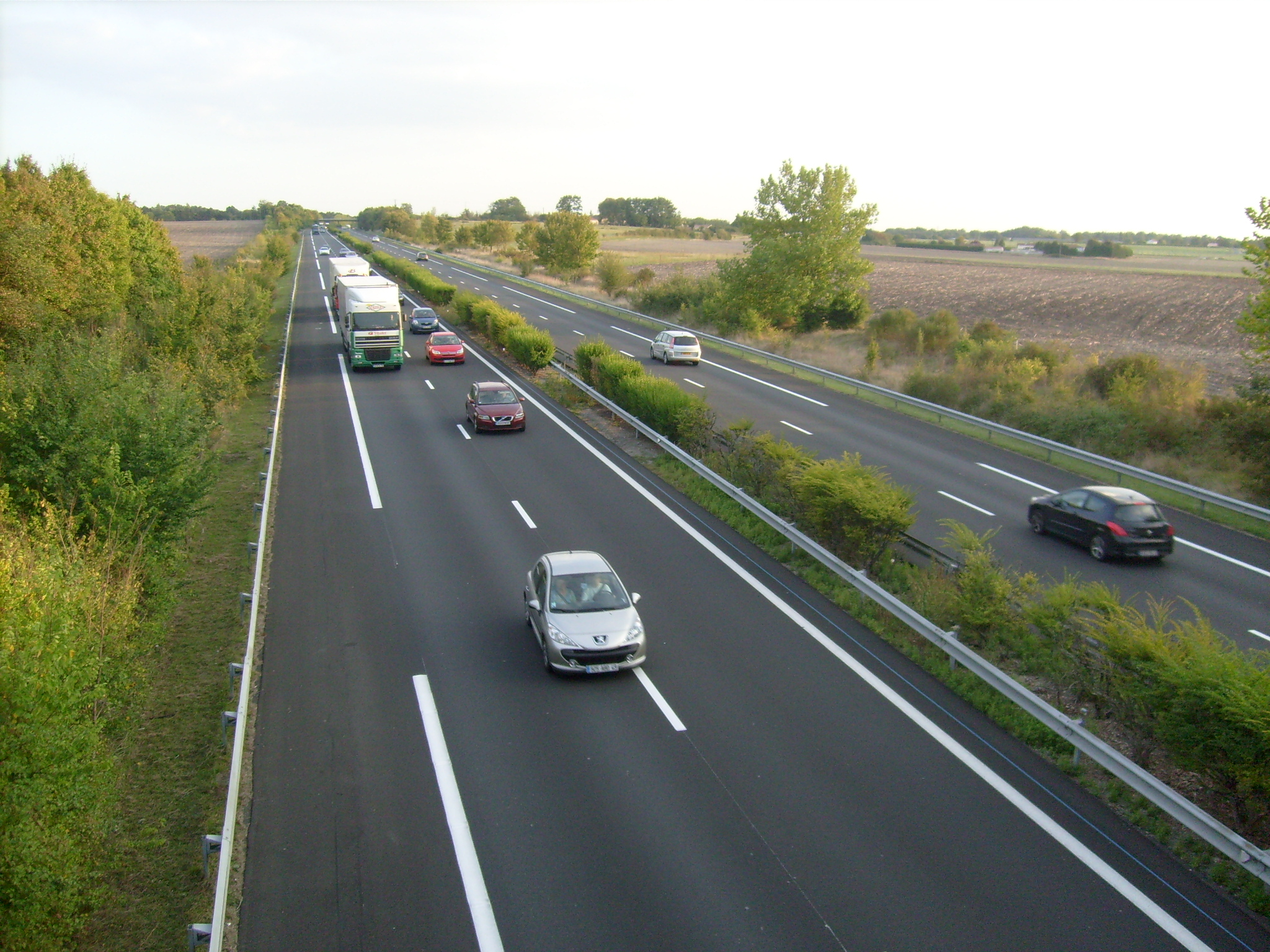
L'autoroute A10 à Saintes en direction de Bordeaux

Les deux autoroutes qui desservent la Charente-Maritime ont permis de réaliser un réel désenclavement du département et une meilleure accessibilité de la zone littorale charentaise.
L'A10 qui assure la liaison Paris-Bordeaux, dénommée « l'Aquitaine », s'étire sur une longueur de 98 kilomètres en Charente-Maritime et est jalonnée par quatre échangeurs autoroutiers qui, du sud au nord, sont ceux de Mirambeau, Pons, Saintes et Saint-Jean-d'Angély ainsi que par des aires de repos dont la plus importante est l'aire de services de Saint-Léger, à 20 kilomètres au sud de Saintes.
Depuis 1997, Saintes est devenue un nœud autoroutier dans le département avec la réalisation de l'A837 qui relie cette dernière à Rochefort sur une longueur totale de 34 kilomètres. Cette autoroute est dénommée l'Autoroute des Oiseaux.
La Rochelle est une des plus grandes villes de France à ne pas être atteinte par une autoroute : toutefois, la route nationale 11 — qui devrait être convertie à terme en autoroute A810 — et la route départementale 137 — ancienne route nationale 137 qui prolonge l'autoroute A837 vers le nord — sont toutes deux aménagées en voie rapide à 2x2 voies sur une grande partie de leur linéaire.
Le projet de l'Autoroute A831 devant relier Rochefort à Fontenay-le-Comte (lien entre l'A 83 et l'A837), déclaré d’utilité publique en 2005, a été abandonné en 2015 en raison de sa traversée du marais poitevin et du marais de Rochefort, deux grandes zones humides qui généraient une vive opposition. Le trafic reliant la Bretagne à l'Aquitaine devrait donc continuer à effectuer le détour par Niort.

#### Le réseau routier

Principales villes et axes de transport routiers en Charente-Maritime.

Avant la départementalisation des routes nationales en 2007, la Charente-Maritime disposait au 31 décembre 2002 de 299 kilomètres de routes nationales, de 5 831 kilomètres de routes départementales et de 9 346 kilomètres de routes communales.
En 2007, le réseau routier national a été réduit à 130 km en Charente-Maritime tandis que les routes départementales s'étendent sur 5 986 km - comprenant 170 km de routes du réseau national rétrocédées au département - et les routes communales sur 10 188 km, soit un réseau routier total de 16 304 km. C'est le plus long réseau routier de l'ancien Poitou-Charentes.
Le département de la Charente-Maritime a considérablement modernisé son réseau routier en aménageant des voies express - ou routes à 2x2 voies - entre La Rochelle et Niort (N 11), entre La Rochelle et Rochefort (D 137) et entre Saintes et Saujon (N 150), ainsi qu'entre Rochefort et Saint-Agnant (D 733).
De plus, un tronçon de la N 141 entre Saintes et Cognac est à 2x2 voies s'inscrivant dans le projet d'envergure nationale de la RCEA (Route Centre-Europe Atlantique) qui est de relier le littoral charentais à Lyon et l'Europe via le Massif central. L'A837 entre Saintes et La Rochelle fait aussi partie de la RCEA.
Enfin, la RN10 parcourt du nord au sud la partie méridionale du département. Cet axe routier d'importance nationale, un des plus fréquentés de France, a nécessité une modernisation de son tracé qui s'est faite progressivement. Aujourd'hui, il est entièrement réalisé en 2x2 voies dans sa traversée de la Charente-Maritime.
La modernisation du réseau routier s'est également accomplie par la réalisation d'importantes rocades urbaines qui contournent les principales agglomérations du département que sont La Rochelle, Saintes, Royan et Rochefort, ainsi que les villes secondaires, dont quelques-unes sont de véritables carrefours routiers comme Saint-Jean-d'Angély, Saujon, Surgères, Marennes et Pons.

#### Les ponts-viaducs
Des ponts-viaducs relient les principales îles au continent et franchissent les estuaires des fleuves qui ont longtemps constitué de sérieux obstacles aux communications routières.
L'île d'Oléron est reliée au continent depuis 1966 ; c'est le premier pont-viaduc de France à avoir été construit pour relier une île au continent. Il est demeuré longtemps le plus long pont de France.
L'estuaire de la Seudre est franchi par un pont depuis 1972 et relie les agglomérations urbaines de Marennes sur la rive droite et de La Tremblade sur la rive gauche.
En 1981, le pont du Brault traverse la Sèvre niortaise, en aval de Marans.
L'île de Ré est reliée au continent depuis 1988. C'est le plus long pont de France à avoir été édifié entre une île et le continent.
Le fleuve Charente est franchi par un pont-viaduc à 2x2 voies, qui a été construit en 1991, et qui relie les villes de Rochefort (rive droite) et d'Échillais (rive gauche). C'est le dernier pont à avoir été édifié en Charente-Maritime. Il succède à deux autres ouvrages d'art, dont le premier, le pont transbordeur de Rochefort, a été inauguré en juillet 1900 et a pu être heureusement préservé, étant devenu un élément important du patrimoine muséal du XIXe siècle, tandis que le deuxième a été démoli en 1997, étant à la fois obsolète et présentant une plus grande fragilité.

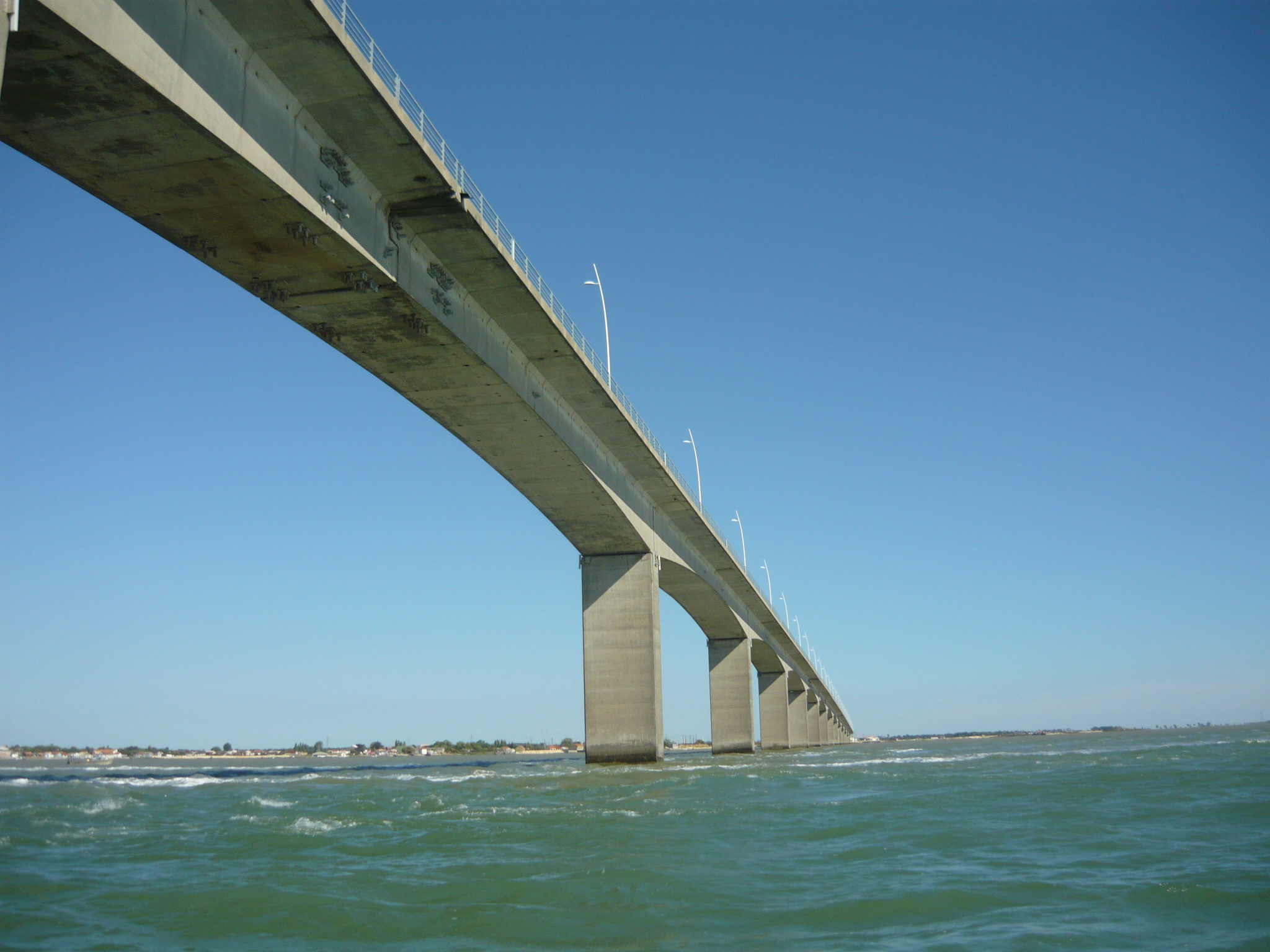
Le viaduc d'Oléron, construit en 1966, est le premier pont de France à relier une île au continent.
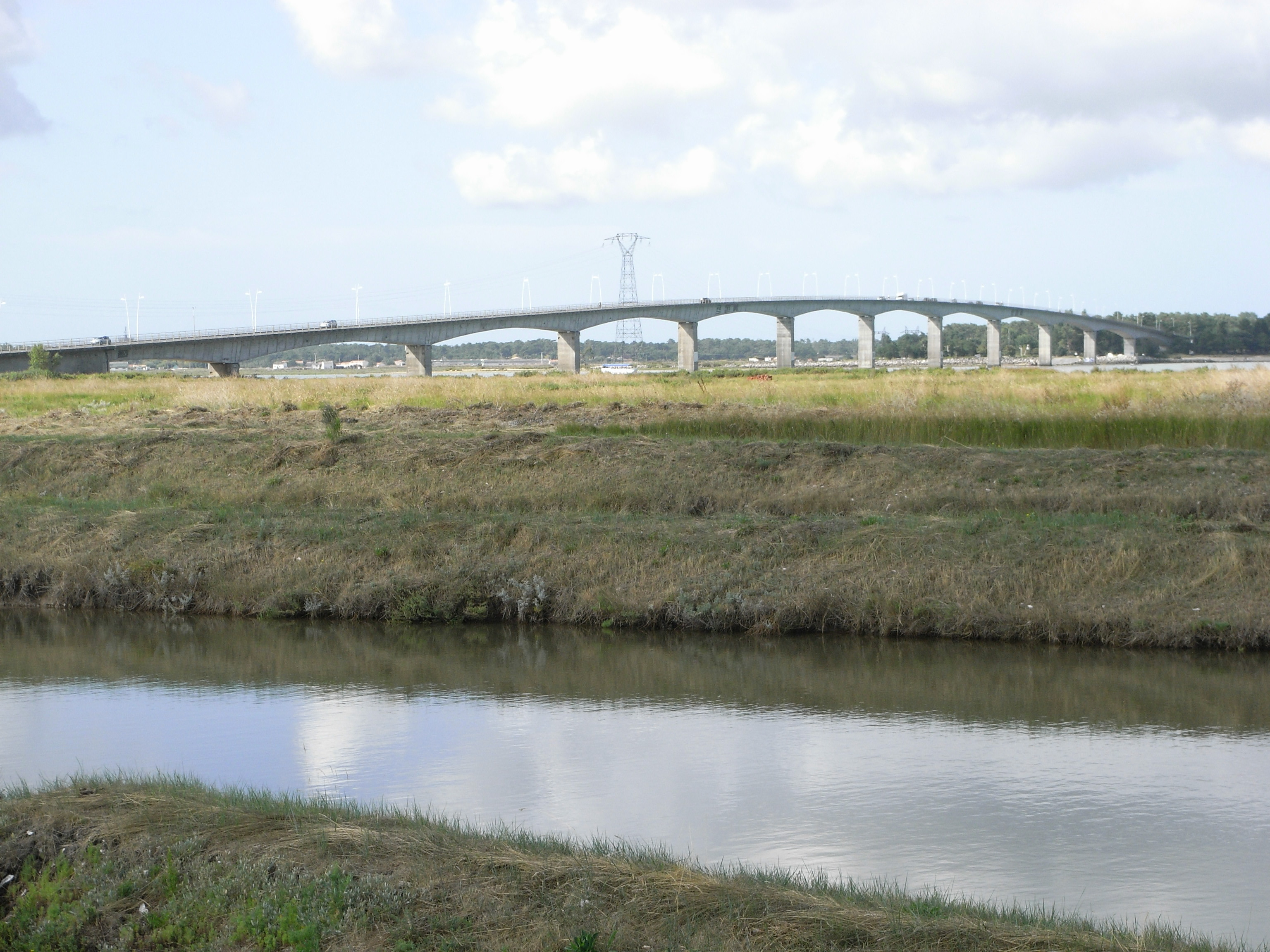
Le pont de la Seudre a été inauguré en 1972 reliant désormais Marennes à la presqu'île d'Arvert.
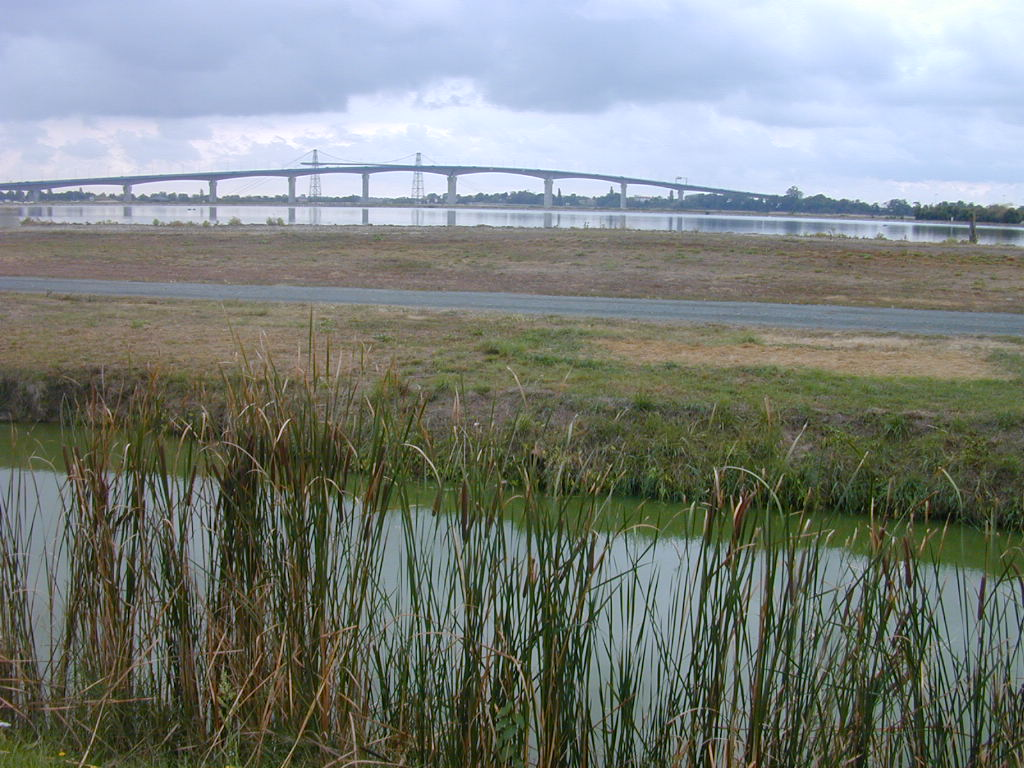
Le viaduc de Martrou à Rochefort est le dernier grand pont à avoir été construit en Charente-Maritime.

### Transport collectif de voyageurs
La Charente-Maritime est desservie par le réseau des cars régionaux Nouvelle-Aquitaine, qui exploite une vingtaine de lignes dans le département.

## Transport ferroviaire

### Historique

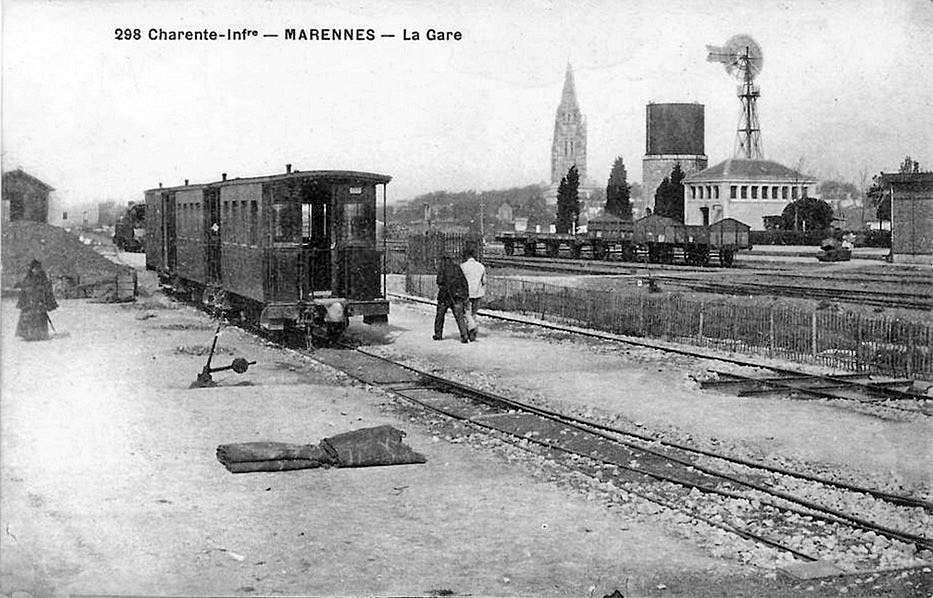
La gare de Marennes, commune au chemin de fer d'intérêt général de l'Administration des chemins de fer de l'État et au chemin de fer d'intérêt local des Chemins de fer économiques des Charentes, dans les années 1910.

Les premières lignes de chemin de fer de ce qui était alors la Charente-Inférieure sont la ligne de Saint-Benoît à La Rochelle-Ville et son embranchement d'Aigrefeuille - Le Thou à Rochefort, ouverts en 1857. Le réseau d’intérêt général de la Charente-Maritime a principalement été développé par la Compagnie des chemins de fer des Charentes, puis par l'Administration des chemins de fer de l'État après que le réseau de la première a été repris par l'État en 1878 après le dépôt de bilan de la compagnie. À la fin du XIXe siècle, le chemin de fer d’intérêt général à écartement normal n'atteignait encore qu'un nombre restreint de villes et bourgs de la Charente-Inférieure, dont Cozes, Fouras, Gémozac, Jonzac, Marans, Marennes, Montendre, Pons, Rochefort, La Rochelle, Royan, Saint-Agnant, Saint-Jean-d'Angély, Saint-Savinien, Saintes, Saujon, Surgères et La Tremblade ; la Charente-Maritime possédait alors un réseau relativement peu développé, ce qui s'expliquait par le caractère rural et peu industrialisé de ce département.
Des lignes à écartement métrique, moins onéreuses, seront donc construites pour desservir les territoires restés isolés : sous le statut de chemins de fer d’intérêt local, exploités par les Chemins de fer économiques des Charentes (dont le dense réseau dépassera 400 km et desservira notamment Archiac, Mirambeau, Mortagne-sur-Gironde et plusieurs villes déjà desservies par le chemin de fer d'intérêt général, et comportera même deux lignes sur les îles d'Oléron et Ré), mais aussi — fait rare — sous le statut de voie ferrée d'intérêt général pour le réseau des Charentes et Deux-Sèvres dans le nord-est du département. À son apogée, le réseau à écartement métrique de la Charente-Inférieure sera l'un des plus denses de France. Une ligne de tramway périurbain à écartement étroit de 600 mm est en outre construite pour desservir les environs de Royan jusqu'à Ronce-les-Bains. Ces lignes à écartement métrique ou étroit fermeront entre les années 1920 et les années 1950.
Beaucoup de lignes à écartement normal subiront le même sort, principalement dans la deuxième moitié du XXe siècle. Il faudra attendre 1993 pour que la traction  électrique apparaisse dans le département , sur la ligne de Saint-Benoît à La Rochelle-Ville. Grâce au développement économique et en particulier touristique du département, celle-ci voit depuis circuler un nombre grandissant de TGV reliant Paris à Surgères et La Rochelle en trois heures environ, et sa vitesse est relevée à 200 km/h sur certaines sections en 2016.
Au mois de septembre 2007, les collectivités territoriales ont entamé des travaux visant à créer les conditions d'une desserte périurbaine renforcée entre Rochefort et La Rochelle, villes distantes d'un peu plus de trente kilomètres mais dont les liens économiques tendent de plus en plus à se renforcer. Plusieurs gares ou haltes ont été créées où réaménagées (gares d'Aytré-Plage, d'Angoulins-sur-Mer, de Châtelaillon et de Saint-Laurent de la Prée - Fouras) ou édifiées (gare de La Rochelle-Porte Dauphine), chacune étant mise aux normes afin d'être accessible aux personnes handicapées. Dans un souci de complémentarité, les différents transports urbains ont vu leurs horaires adaptés dans le but d'offrir un meilleur service aux usagers. Une nouvelle billettique a été mise en place, billets de train et tickets de bus étant combinés en un même titre de transport. La mise en œuvre de cette desserte cadencée met désormais les deux agglomérations à environ 35 minutes l'une de l'autre. L'augmentation de la fréquentation a été particulièrement sensible entre 2007 et 2008, passant de 115 000 à 185 000 usagers, soit une augmentation de 68 %. En 2010, pas moins de 13 allers-retours ont lieu chaque jour.
En 2017 est mise en service la LGV Sud Europe Atlantique, qui traverse sur vingt kilomètres cinq communes du canton de Montguyon, dans l'extrême sud du département. Une base de maintenance de la nouvelle ligne à grande vitesse est implantée à Clérac.
|                                             |
| Le réseau ferroviaire à son apogée en 1924. |

|                                     |
| Le réseau ferroviaire de nos jours. |

|                                                    |
| Carte animée de l’évolution du réseau ferroviaire. |

### Situation actuelle

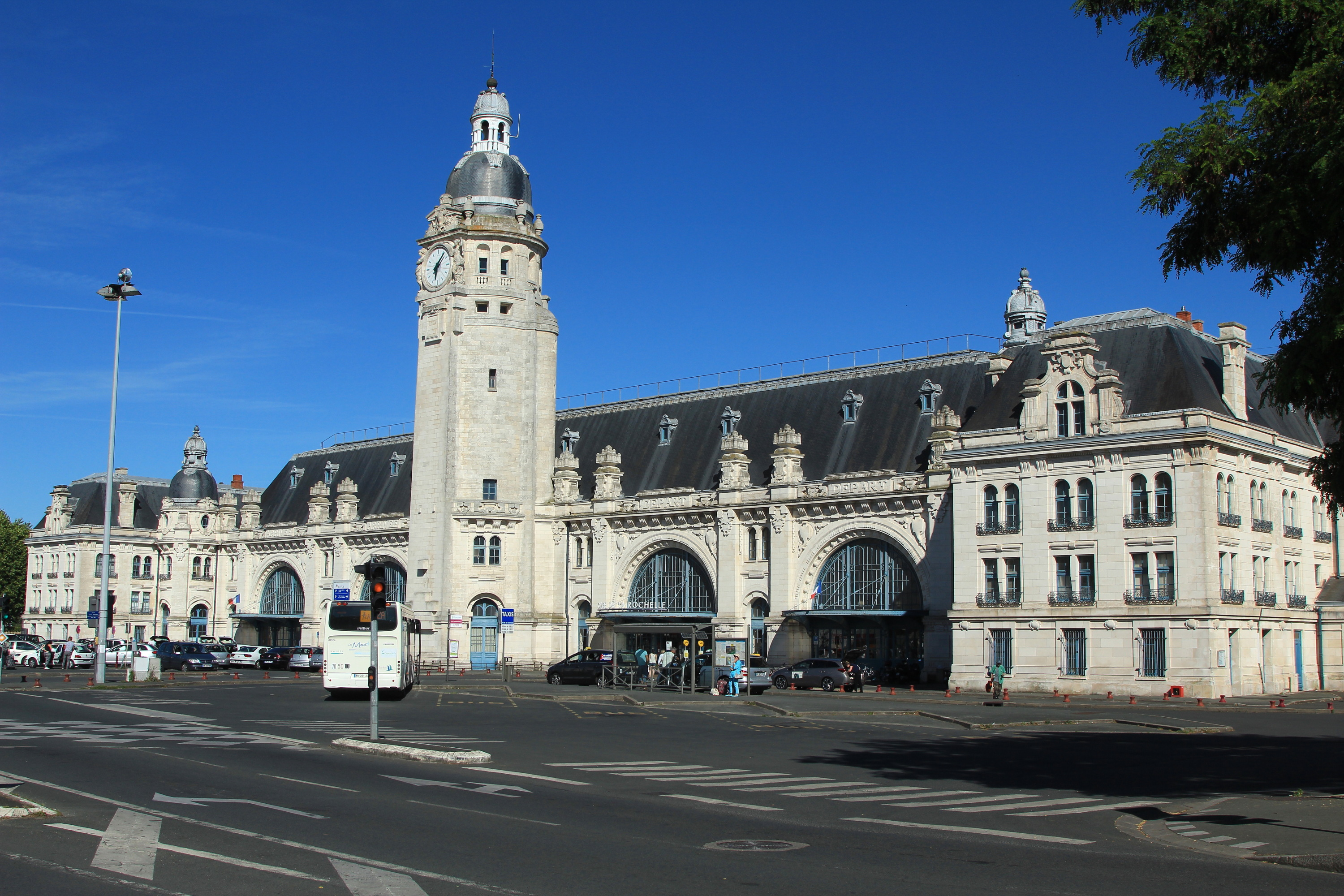
Le bâtiment voyageurs de la gare de La Rochelle-Ville, monument historique inscrit.

Sur le plan des communications ferroviaires, la Charente-Maritime est aujourd'hui relativement bien pourvue dans le mesure où toutes les grandes villes du département, La Rochelle, Saintes, Rochefort et Royan, sont desservies, de même que les principales villes secondaires comme Surgères, Saint-Jean-d'Angély, Saujon, Pons et Jonzac. Les lignes de chemin de fer sont toutefois de performances inégales.

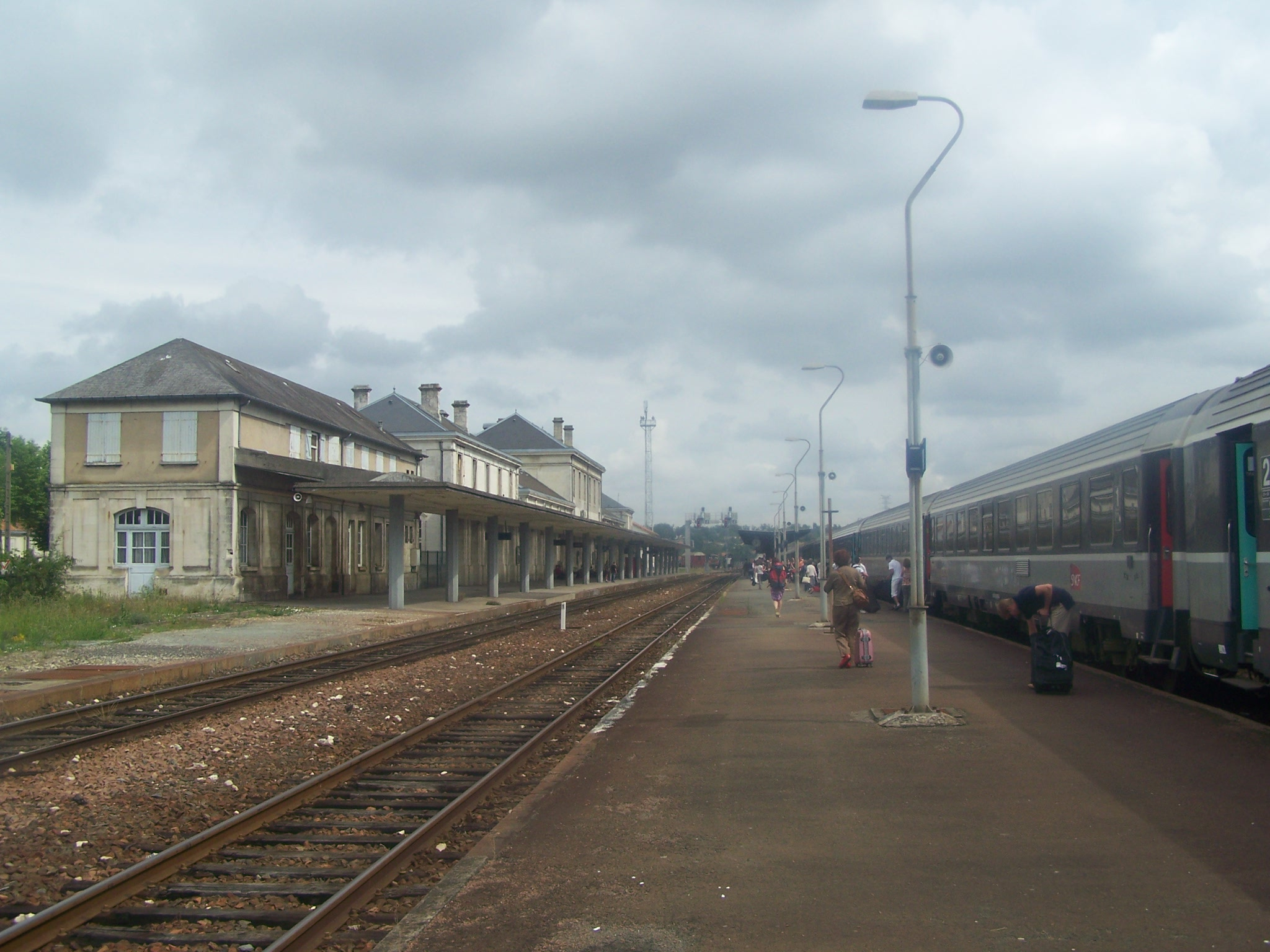
Les quais de la gare de Saintes. Cette ville est au centre de la principale étoile ferroviaire de la Charente-Maritime.

La principale gare de voyageurs de la Charente-Maritime est la gare de La Rochelle-Ville, avec 2 236 000 voyageurs en 2019 ; suivent Saintes, Rochefort, Surgères et Royan avec une fréquentation annuelle entre 230 000 et 500 000 voyageurs en 2019.
La principale ligne ferroviaire du département est aujourd'hui la ligne de Saint-Benoît à La Rochelle-Ville, à double voie, électrifiée et apte à 200 km/h sur une partie de son linéaire. Elle permet notamment aux TGV inOui et Ouigo de relier Paris à La Rochelle en moins de 2 h 30.
La ligne de Nantes-Orléans à Saintes et la partie sud de la ligne de Chartres à Bordeaux-Saint-Jean (au sud de Saintes) constituent l'autre axe principal du département, desservant ses trois principales villes, mais cet axe non-électrifié apparaît aujourd'hui en déclin : rares sont les Intercités qui relient encore Nantes à Bordeaux alors que cette ligne accueillait jusqu'aux années 2000 des trains directs vers le Finistère, Toulouse et la côte méditerranéenne. Seul le tronçon de La Rochelle à Rochefort accueille un important trafic périurbain.
Plusieurs petites voies uniques non-électrifiées complètent le tableau : la ligne de Chartres à Bordeaux-Saint-Jean entre Niort et Saintes, la ligne de Saintes à Royan et la ligne de Beillant à Angoulême. Ces lignes sont exclusivement parcourues par des TER Nouvelle-Aquitaine et quelques trains de fret.
Enfin, à l'extrême Sud-Est du département, la Charente-Maritime est longée par la ligne de Paris-Austerlitz à Bordeaux-Saint-Jean où elle emprunte la vallée de la Dronne, desservant la petite gare de Saint-Aigulin - La Roche-Chalais.
Le réseau ferroviaire dans les quatre départements de Poitou-Charentes
| Réseau ferroviaire                       | Charente | Charente-Maritime | Deux-Sèvres | Vienne |
| ---------------------------------------- | -------- | ----------------- | ----------- | ------ |
| Lignes exploitées                        | 240      | 362               | 313         | 331    |
| dont voies électrifiées                  | 115      | 54                | 78          | 145    |
| dont voies uniques                       | 122      | 134               | 265         | 196    |
| dont lignes ouvertes au trafic voyageurs | 240      | 317               | 152         | 212    |

Comme l'indique le tableau ci-dessus, la Charente-Maritime dispose du plus grand réseau ferroviaire de l'ancienne région Poitou-Charentes avec 362 kilomètres de lignes exploitées mais se singularise par le plus petit réseau ferré électrifié des quatre départements picto-charentais avec seulement 54 kilomètres dont 36 km sur la ligne ferroviaire entre La Rochelle et le département des Deux-Sèvres à hauteur de Mauzé-sur-le-Mignon, 6 kilomètres entre La Rochelle et le port de commerce de La Pallice et 12 km au sud-est du département sur la grande ligne Paris-Bordeaux qui passe à Saint-Aigulin. Ce retard pourrait être comblé lors de l'électrification des lignes ferrées Niort-Royan via Saintes et Angoulême-Royan via Saintes également, mais ces projets sont actuellement au point mort.

## Transport fluvial
La Charente-Maritime comprend plusieurs catégories de voies d'eaux intérieures représentées par les fleuves et rivières ainsi que par les canaux. Parmi ceux-ci, certains ont permis ou permettent encore une navigation fluviale maritime tandis que d'autres sont adonnés à la navigation fluviale de plaisance.

### La navigation fluviale maritime
L'estuaire de la Charente possède d'importants ports, comme le port de plaisance de Rochefort ou le port de Tonnay-Charente, situés sur la rive droite du fleuve, qui génèrent à eux deux un trafic maritime annuel d'environ un million de tonnes. Bien qu'il s'agisse techniquement de ports fluviaux, l'absence d'hinterland — la Charente n'est plus navigable en amont de Tonnay-Charente que par de petites embarcations de loisirs — explique que la majorité de leur trafic soit réalisé par des navires de haute mer, qui peuvent pour certains accoster dans ces ports au tirant d'eau important.
Leur trafic maritime concerne essentiellement l'importation de produits phosphatés, de bois du Nord et du charbon et l'exportation de produits céréaliers, essentiellement le maïs et le tournesol. Ces deux ports de commerce ont aménagé et modernisé des infrastructures portuaires permettant la pérennisation du trafic fluvial sur le fleuve et le maintien d'industries sur place ou dans leur hinterland.

### La navigation fluviale de plaisance
Mais les cours d'eau des fleuves et des rivières du département sont de plus en plus orientés vers la navigation de plaisance, cette activité étant stimulée par l'essor considérable du tourisme dans le département.
Trois fleuves ont été aménagés pour la pratique de la navigation fluviale de plaisance.

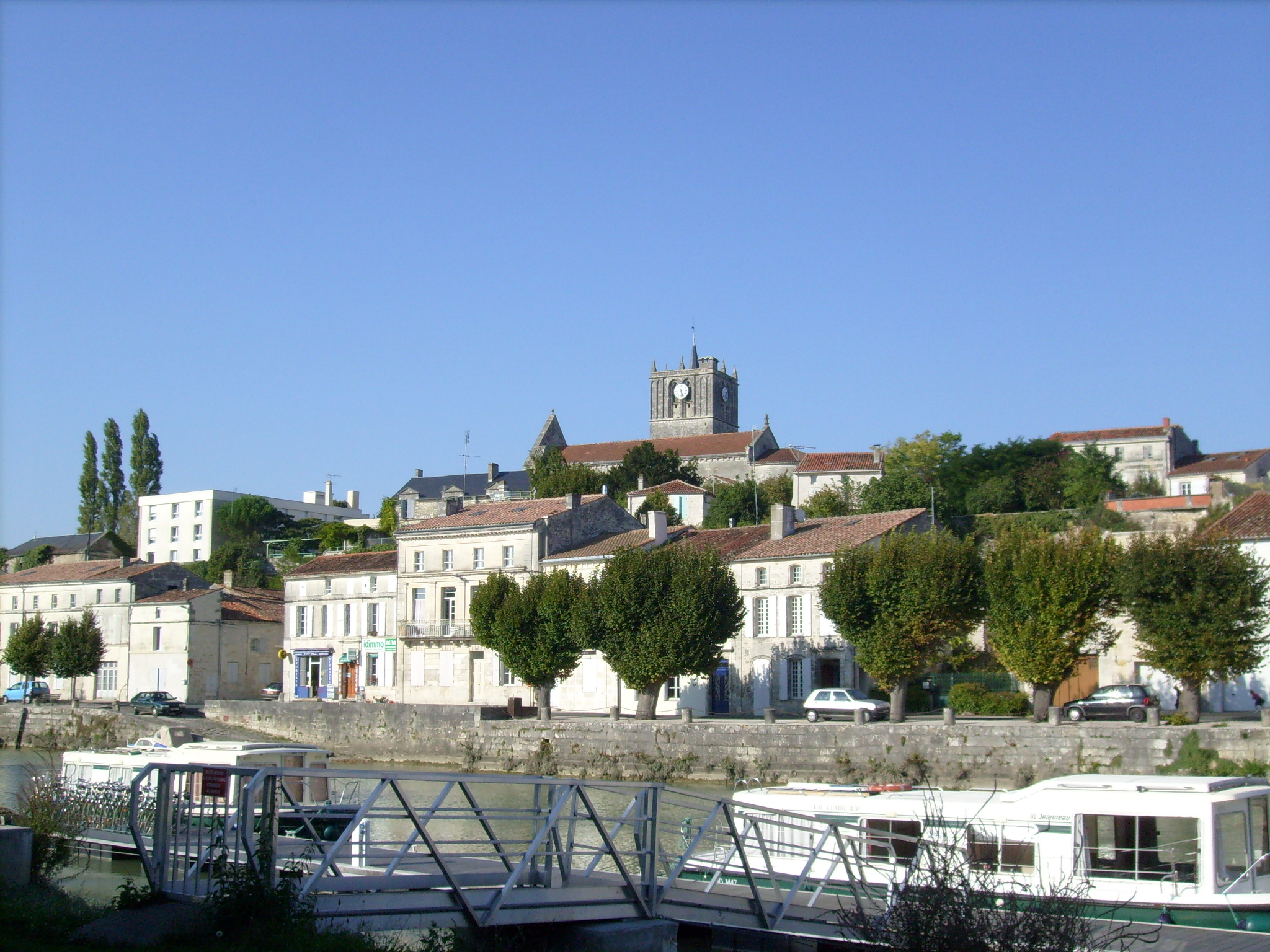
Saint-Savinien, halte nautique sur la Charente et l'un des plus remarquables sites touristiques de la Charente-Maritime

Le premier et de loin le plus important concerne la Charente, de son estuaire jusqu'à Angoulême dans le département voisin de la Charente, en passant notamment par Saint-Savinien, Taillebourg, Port-d'Envaux, Saintes, Chaniers et, pour le département voisin de la Charente, Cognac, Jarnac et Angoulême. Ce qui représente 170 km de voies navigables et 21 écluses. C'est l'axe majeur pour le tourisme fluvial des deux départements charentais - comme d'ailleurs pour l'ensemble de la région Poitou-Charentes qui contribue beaucoup à sa promotion touristique régionale.
Ensuite, vient la Sèvre niortaise qui possède avec Marans le pôle de plaisance principal de tout le fleuve dans sa partie navigable.
Enfin, il faut mentionner la Seudre qui détient avec Saujon, Marennes et La Tremblade trois ports de plaisance, celui de Marennes étant de loin le plus important et le mieux équipé et pouvant recevoir 200 bateaux de plaisance dans son bassin à flot.
Une seule rivière est ouverte à la navigation de plaisance, elle fut anciennement une voie d'eau particulièrement fréquentée pour le trafic fluvial de marchandises, notamment au départ de Saint-Jean-d'Angély. Il s'agit de la Boutonne, le plus long affluent de rive droite de la Charente.

### Les canaux de navigation
De nombreux canaux ne permettent plus la navigation fluviale, cependant le tourisme fluvial est pratiqué par des embarcations légères sur quelques-uns d'entre eux.

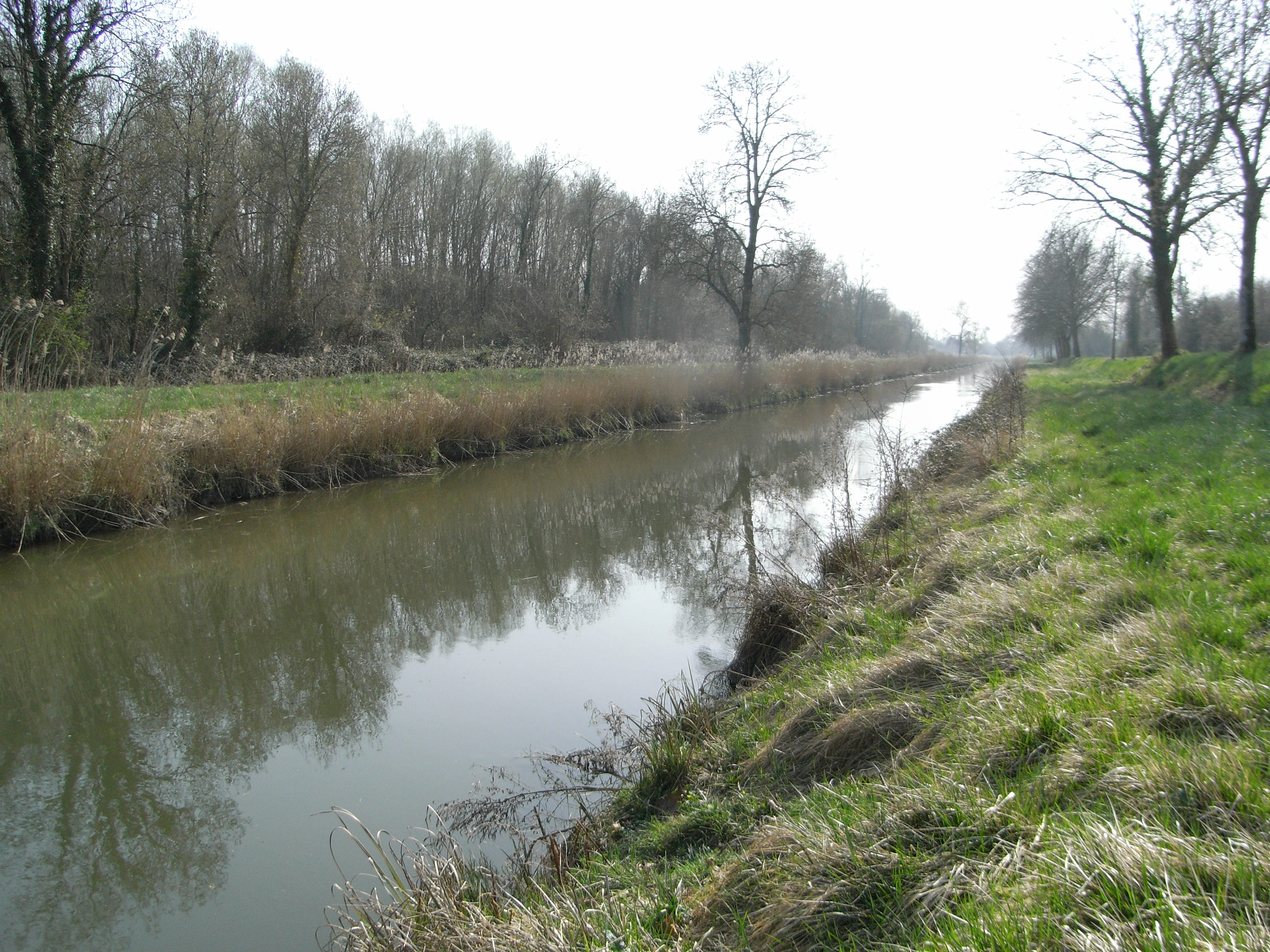
Le Canal de la Charente à la Seudre est le plus long canal de Charente-Maritime.

Dans la partie méridionale du Marais poitevin, notamment entre La Rochelle et Marans, trois canaux de navigation peuvent être mentionnés. Seul, le premier de ces canaux est encore accessible par des bateaux et des voiliers.
- Le canal maritime de Marans à la mer
- Le  canal de Marans à La Rochelle (R)
- Le canal du Mignon (R)

Dans le Marais de Brouage, entre Rochefort et Marennes, deux canaux importants pour leur intérêt touristique sont à signaler.
- Le canal de la Charente à la Seudre (R)
- Le canal de Brouage (R)

("R" signifie que ce canal est radié de la nomenclature des voies navigables)

### Les bacs fluviaux
Deux passages d'eau existent sur la Charente en amont de Saintes, entre les communes de Chaniers et Courcoury et entre celles de Dompierre-sur-Charente et Rouffiac. Ce dernier est dénommé le Châ p'tit va loin.
Il s'agit d'une activité ancienne qui, par son caractère local, est fortement prisée par les touristes pendant la saison estivale, mais elle ne génère pas une activité aussi intense que les liaisons maritimes du littoral.

## Transport maritime
Du fait de sa situation géographique, de son orientation nord-sud le long de l'océan et de la présence de nombreuses îles, le transport maritime occupe une place importante dans l'histoire de la Charente-Maritime et dans son économie actuelle.

### Commerce maritime
Grâce à sa large ouverture sur l'océan Atlantique et facilement accessible aux navires de commerce, le département de la Charente-Maritime dispose de trois ports de commerce par lesquels s'effectue l'essentiel du trafic maritime départemental et régional.
Les produits pétroliers, les bois tropicaux, les papiers et pâtes à papier, les produits phosphatés et bien d'autres marchandises sont importés majoritairement des pays de l'Europe et de l'Afrique tandis que les productions industrielles et agricoles régionales sont en partie exportées par voie maritime par les trois ports de commerce de Charente-Maritime qui, ensemble, totalisent un trafic portuaire annuel dépassant les 10 millions de tonnes.

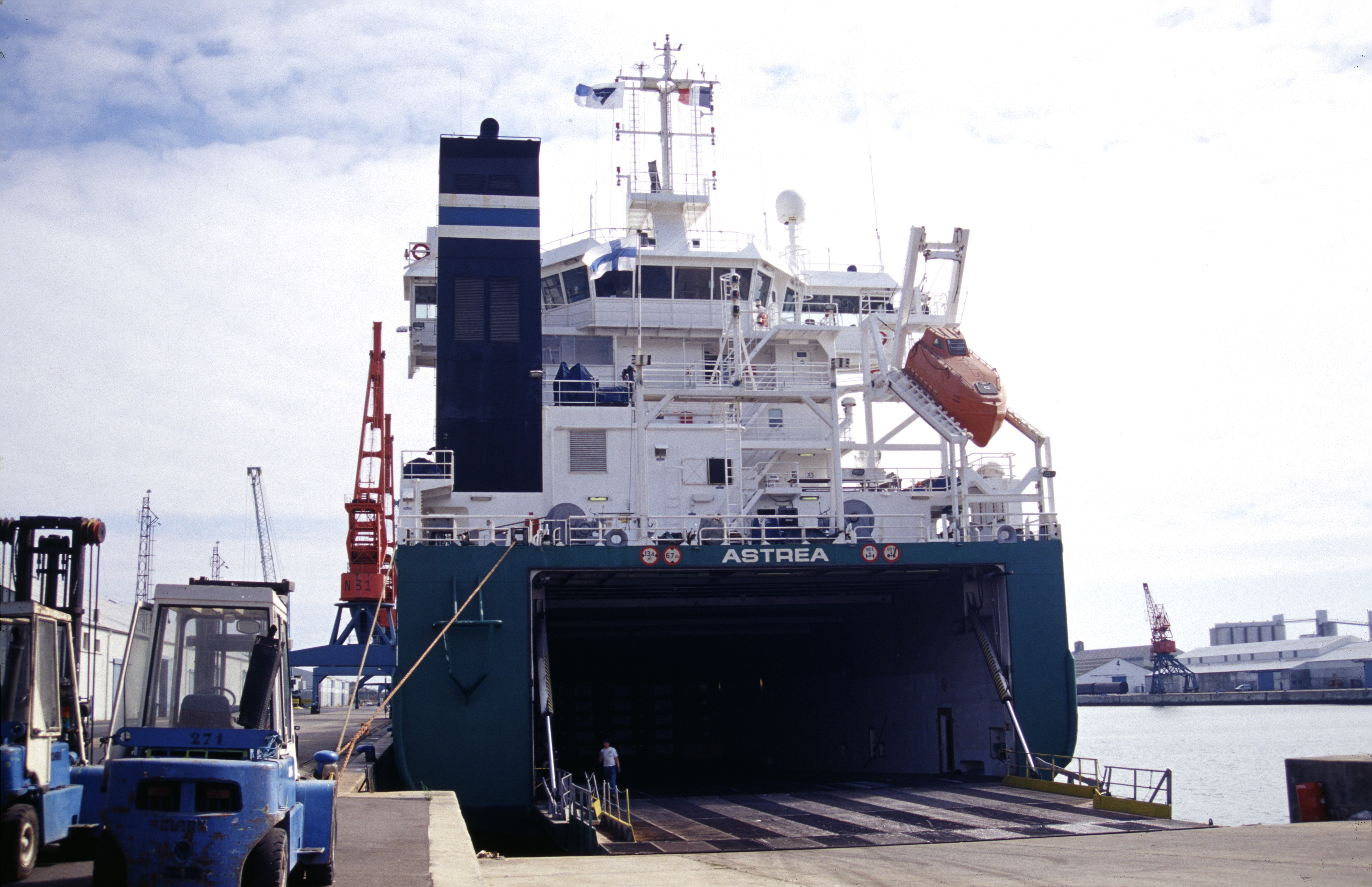
La Pallice est le sixième port de commerce de France.

La Rochelle est depuis le Moyen-Âge un important port de commerce, marqué par le trafic des vins et eaux-de-vie et par la traite négrière. Le port moderne, installé dans le quartier de La Pallice, a depuis 2008 le statut de grand port maritime. Il est en 2018 le 6e port de France par le tonnage, mais il est le 1er port importateur de bois tropicaux de France et le 2e port exportateur national de céréales. C'est l'unique port maritime en eau profonde sur la façade Atlantique de la France, pouvant recevoir des navires de plus de 250 000 tonnes. Équipé d'un môle d'escale en pleine mer avec voie ferrée et de plusieurs bassins à flot, il a connu au début des années 2010 une importante extension de ses installations portuaires.
Les ports fluviaux maritimes de Rochefort et de Tonnay-Charente ont un trafic annuel qui avoisine le million de tonnes où celui-ci concerne essentiellement l'exportation des céréales et l'importation de bois du Nord et de produits phosphatés. Ces deux ports fluviaux, situés sur la rive droite de la Charente, sont gérés par le Conseil général de la Charente-Maritime. Rochefort possédait de sa création au XVIIe siècle à sa fermeture en 1926 l'un des principaux arsenaux maritimes et militaires français.

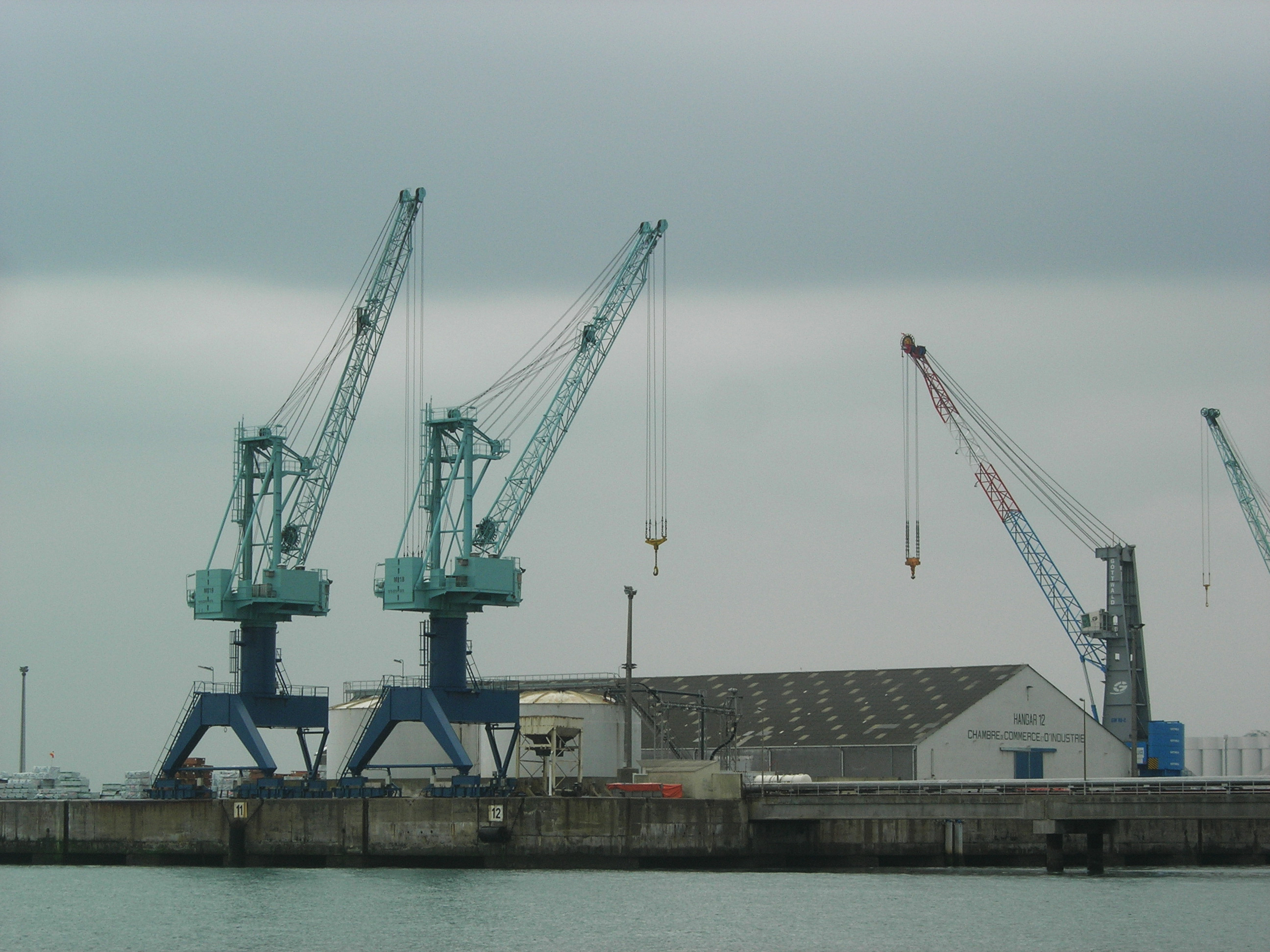
Vue sur les installations manutentionnaires du port de La Pallice.
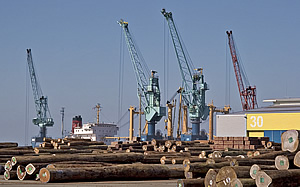
La Pallice est le premier port français pour l'importation des bois tropicaux.
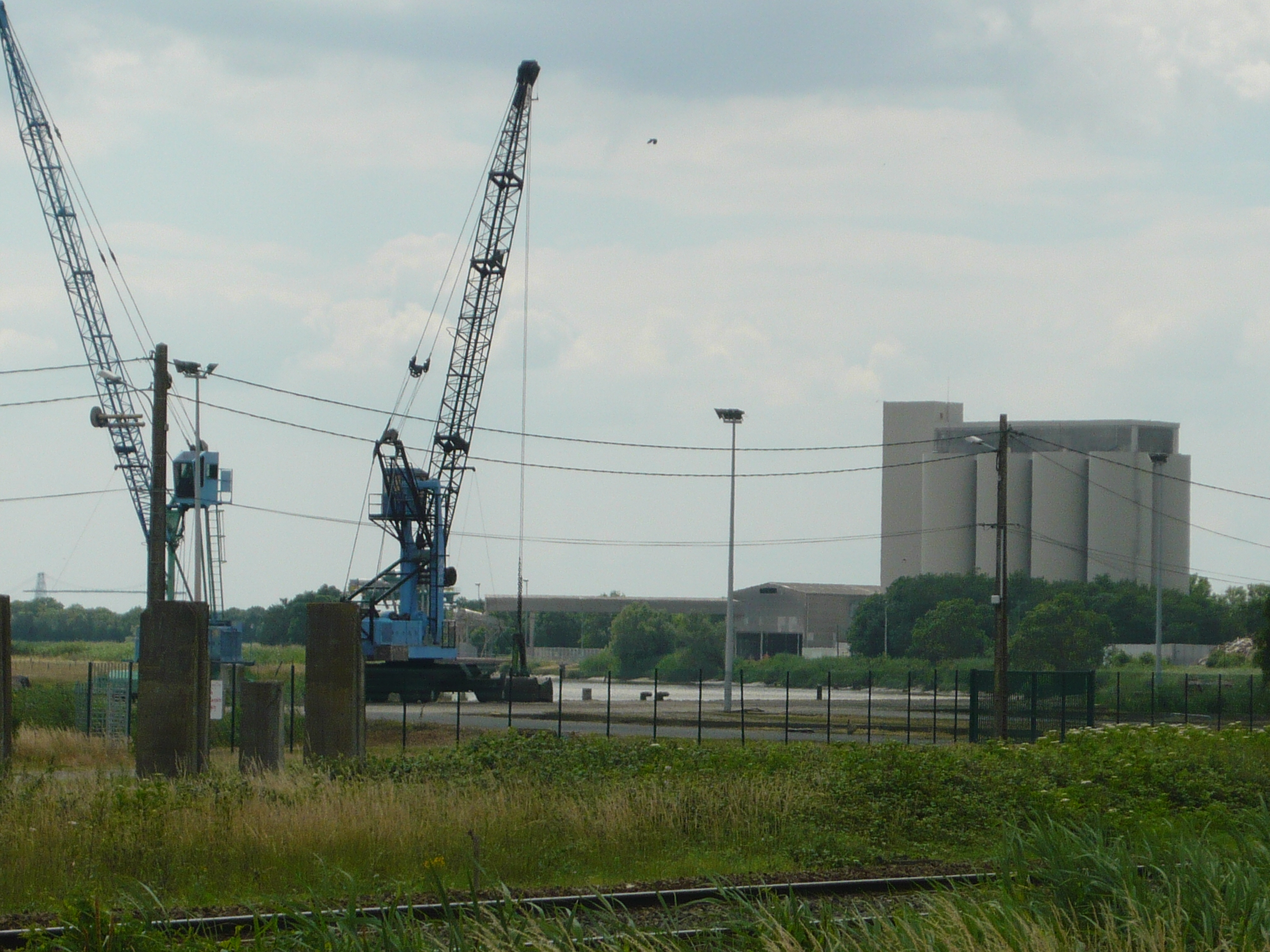
La zone industrialo-portuaire de Tonnay-Charente sur la rive droite de la Charente avec le silo de la SICA.

### Plaisance
De nombreux ports de pêches et de plaisance jalonnent la côte atlantique et les îles de Ré et Oléron. Le port des Minimes à La Rochelle et le port de plaisance de Rochefort sont parmi les plus importants.

### Les liaisons maritimes de passagers
Une liaison par bac est située sur l'estuaire de la Gironde, reliant Royan et Le Verdon.
Une autre liaison quotidienne par bac est assurée entre Fouras, à la Pointe de la Fumée, et l'Île-d'Aix.

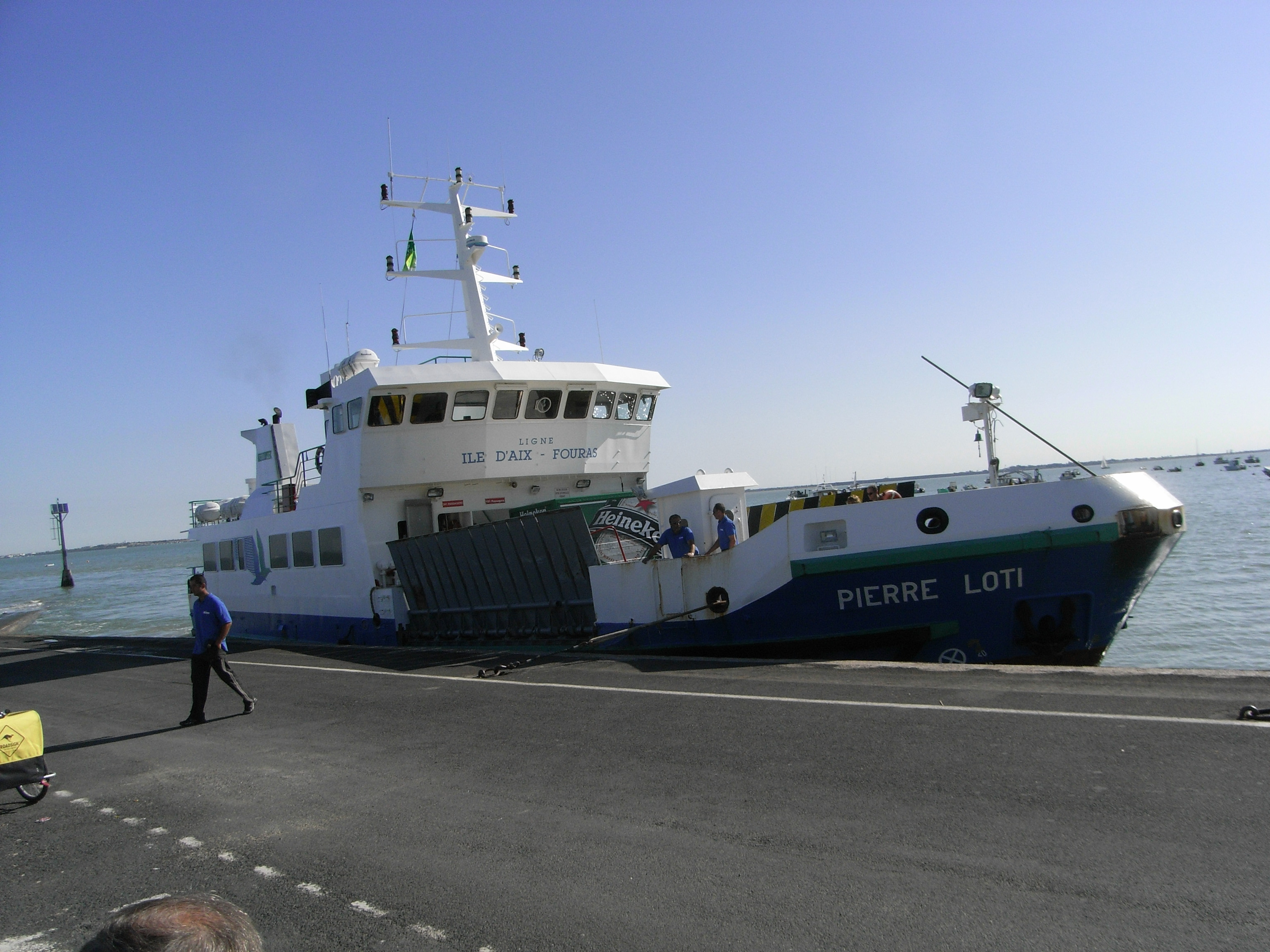
Un bac à quai au port d'escale de Fouras où sont assurées les liaisons maritimes permanentes avec l'Île-d'Aix.

Ces liaisons maritimes transportent annuellement des centaines de milliers de passagers, dont une très grande part pendant la période estivale.
Avant la construction des viaducs d'Oléron et de Ré, des services de bacs reliaient ces deux îles au continent, l'un reliait l'île d'Oléron depuis Bourcefranc-le-Chapus et l'autre assurait la liaison entre l'île de Ré (Rivedoux-Plage) et La Pallice, le port de commerce de La Rochelle.
En dehors des liaisons maritimes quotidiennes par bacs, des services saisonniers de transports touristiques sillonnent la mer des pertuis charentais lors de chaque saison estivale. Des liaisons sont ainsi mises en service principalement au départ de La Rochelle en direction des îles charentaises (île de Ré, île d'Aix et île d'Oléron) avec souvent un détour à proximité du célèbre Fort Boyard. Ce sont en général plus de 250 000 visiteurs annuels qui fréquentent sur des vedettes touristiques le littoral charentais.
Une liaison maritime permanente relie depuis le mois de juin 2010 le vieux-port de La Rochelle à l'île d'Oléron par le port de Boyardville - commune de Saint-Georges-d'Oléron - et est assurée par un service quotidien.

### La Pallice, port d'escale des paquebots de croisière

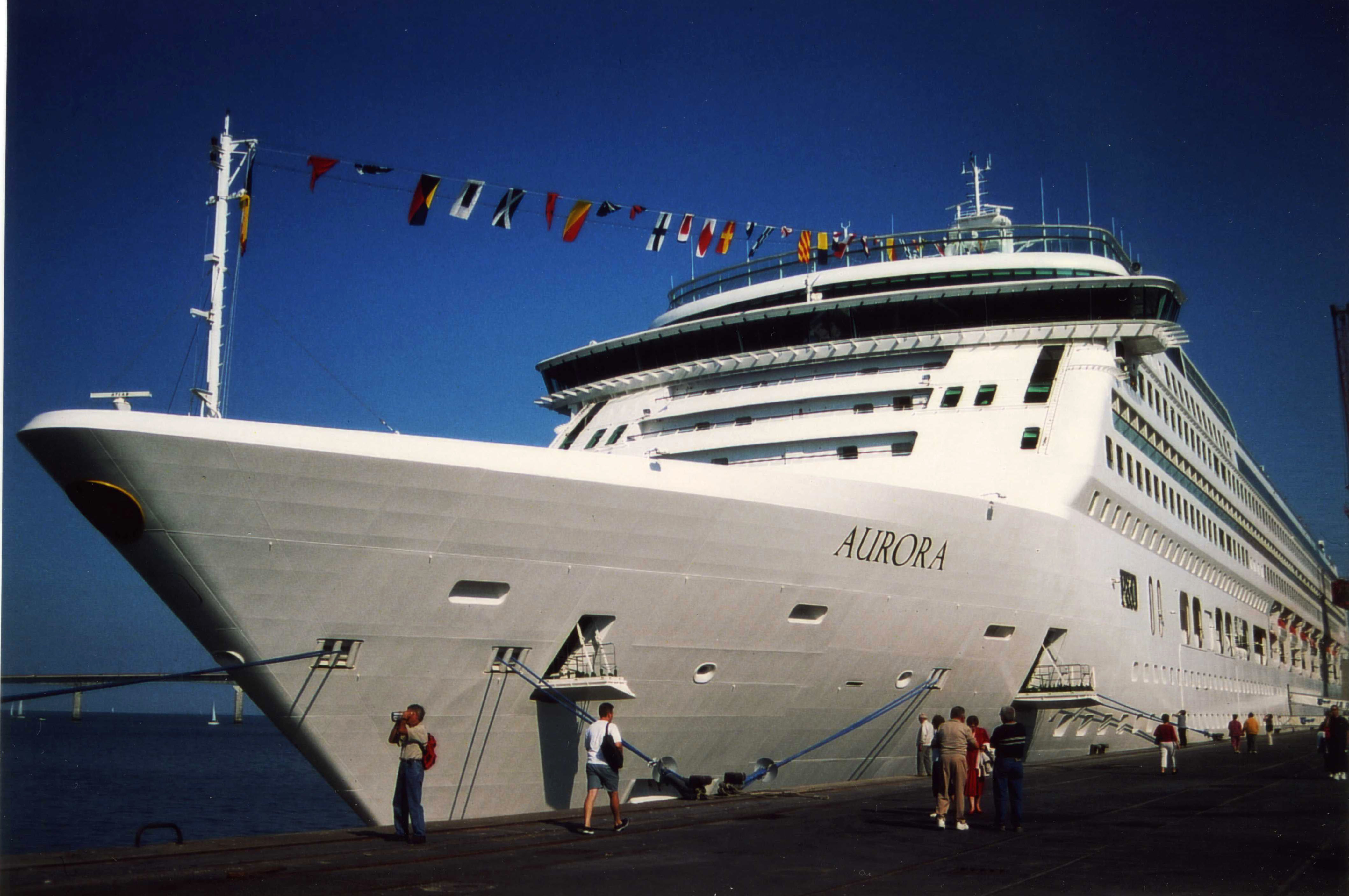
Le paquebot de croisière MS Aurora en escale au môle d'escale du port de La Pallice, avant-port de La Rochelle.

Grâce à l'essor touristique de cette dernière décennie, La Rochelle est devenue un port d'escale de la côte Atlantique de la France.
En effet, depuis le début du XXIe siècle, son port accueille de grands paquebots de croisière qui drainent plus de 20 000 passagers en moyenne annuelle. Ces paquebots accostent au site du môle d'escale du port de La Pallice, avant-port de La Rochelle, pendant la période touristique qui va du mois d'avril au mois d'octobre de chaque année et concerne une clientèle principalement étrangère, d'origine le plus souvent anglo-américaine et aussi scandinave.
Depuis le printemps 2011, La Rochelle a été choisie comme point d'excursion pour les croisières jusqu'en septembre où 38 000 passagers sont attendus en 26 escales. Pour la première fois, La Rochelle est choisie comme port d'embarquement et de débarquement sur le circuit du paquebot MSC Opéra à compter du mois de juillet 2011.

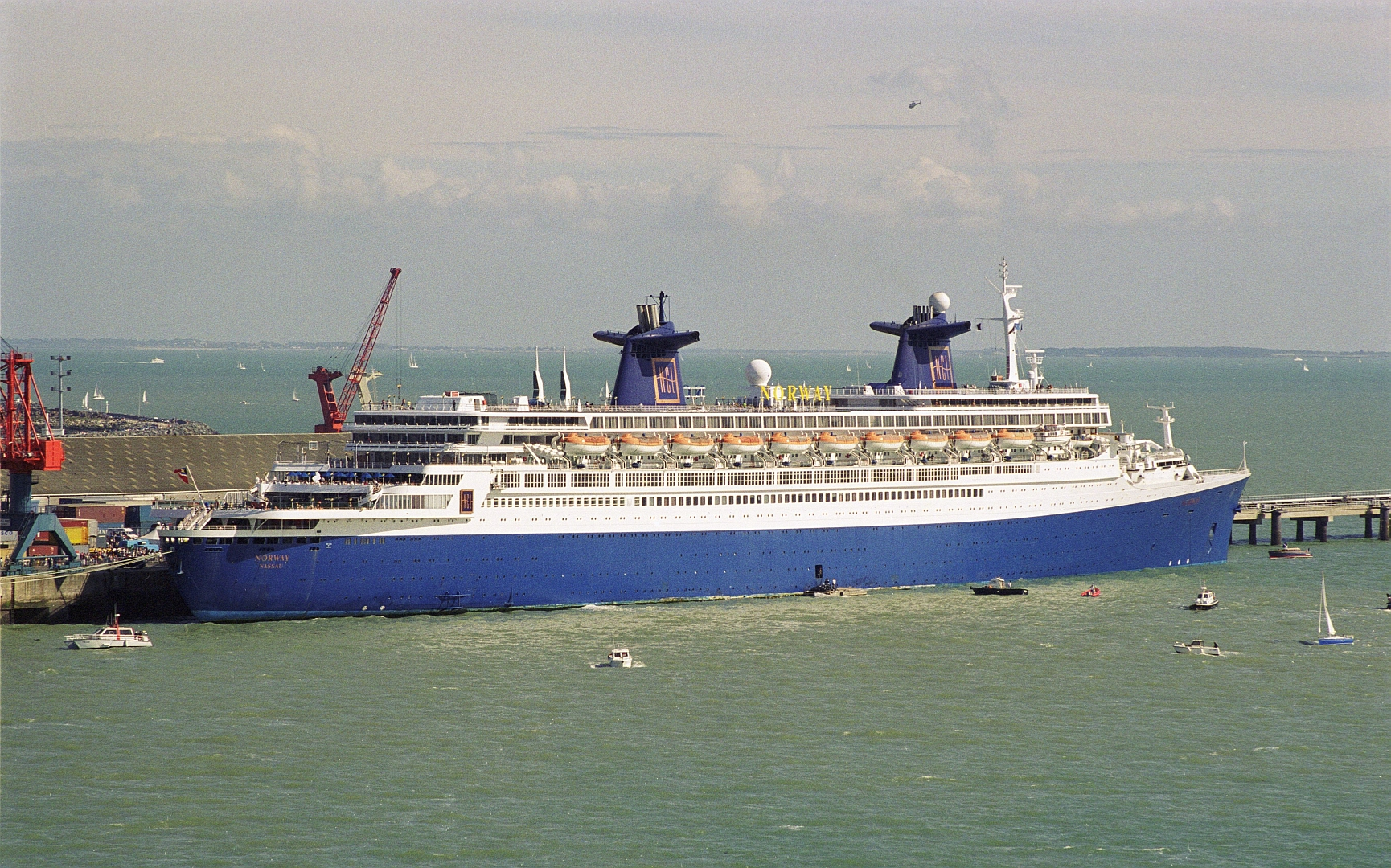
Le paquebot de croisière Norway (ex-France) a accosté à La Pallice le 31 juillet 1998.
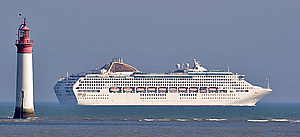
L'Océana quitte le port de La Pallice où La Rochelle est devenue un lieu d'escale pour les paquebots.
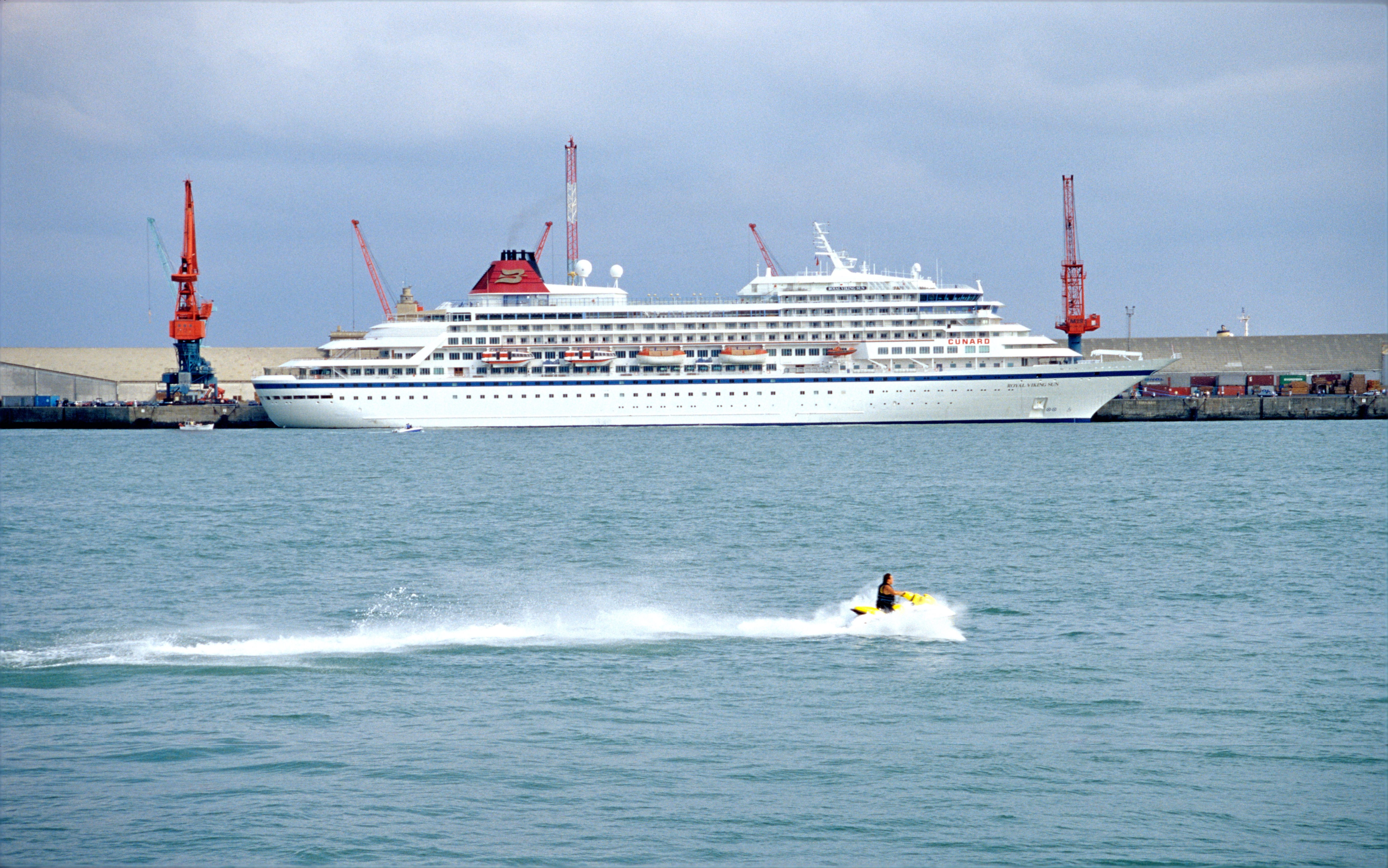
Le paquebot de croisière Royal Viking Sun au large du port de La Pallice.

## Transport aérien

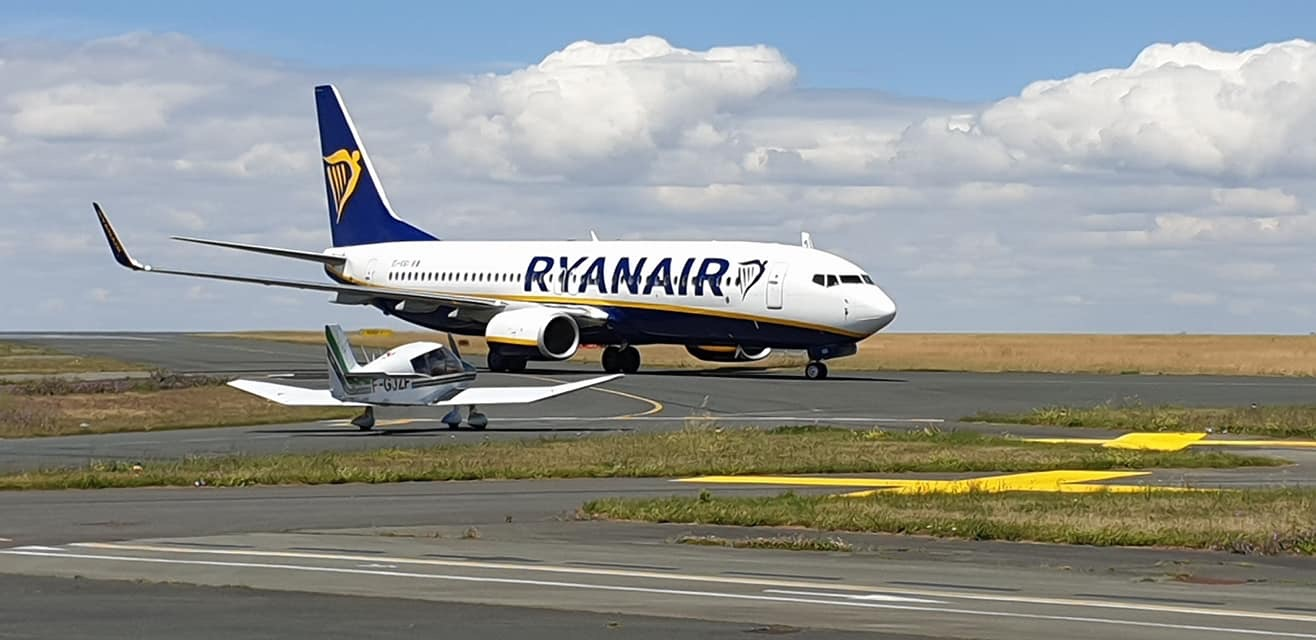
Un Boeing 737-800 de la compagnie à bas coût Ryanair sur l'aéroport de La Rochelle-Île de Ré en 2019.

L'aéroport de La Rochelle-Île de Ré est le principal aéroport du département et de l'ancienne région Poitou-Charentes, avec 233 000 passagers en 2019. Son trafic possède un caractère saisonnier marqué, l'aéroport étant relié à 3 destinations en hiver et 13 en été.
L'aéroport de Rochefort - Charente-Maritime, en revanche, n'est desservi par aucune ligne régulière : son trafic est essentiellement composé d'aviation militaire, d’aviation d'affaires et d'aviation de loisirs.
Le département possède en outre plusieurs aérodromes consacrés à l'aviation légère de tourisme et de loisirs : Jonzac - Neulles, Marennes, Pons - Avy, Royan-Médis, Saint-Jean-d'Angély - Saint-Denis-du-Pin et Saint-Pierre-d'Oléron.

## Transports en commun urbains et périurbains
La communauté d'agglomération de La Rochelle, la communauté d'agglomération Rochefort Océan, la communauté d'agglomération de Saintes et la communauté d'agglomération Royan Atlantique sont autorités organisatrices de la mobilité sur leur territoire et organisent des services de transport dans leur ressort territorial.
Les transports en commun de La Rochelle, exploités sous la marque Yélo, comportent une vingtaine de lignes régulières urbaines et périurbaines d'autobus, un service de transport à la demande et deux lignes de bateau. Le tramway de La Rochelle, à air comprimé, reliait la ville au port de La Pallice de 1901 à 1929.
Les réseaux R'bus (Rochefort) et Cara'Bus (Royan) desservent leurs larges ressorts territoriaux par une dizaine de lignes régulières urbaines et périurbaines chacun. En revanche, le réseau Buss (Saintes) ne dessert que sa ville-centre par trois lignes régulières, les lignes périurbaines étant assurées en transport à la demande.
Saint-Jean-d'Angély propose également un bus municipal en transport à la demande.

## Modes actifs

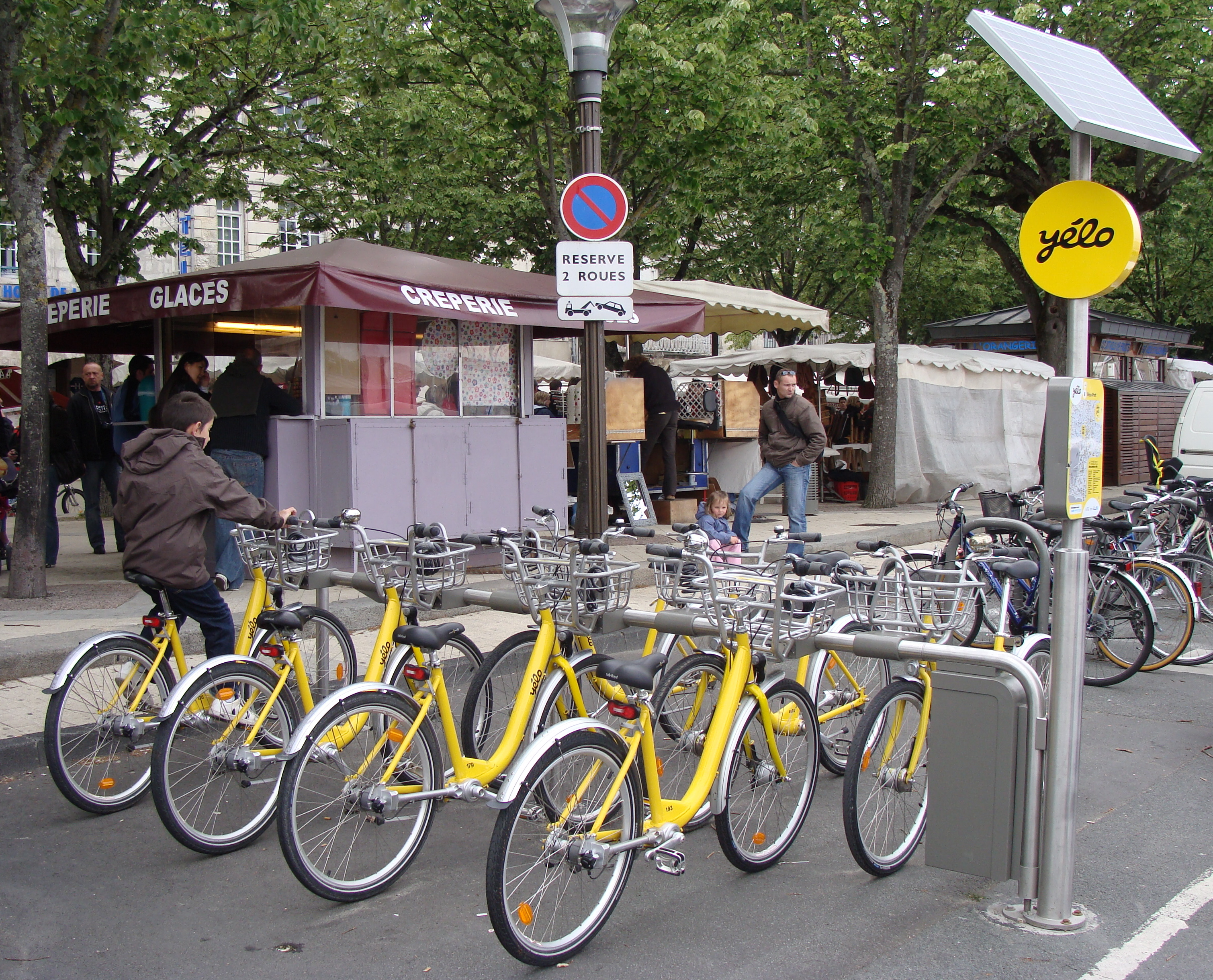
Des vélos en libre-service Yélo à La Rochelle.

Le département est traversé par plusieurs voies vertes, véloroutes et sentiers de grande randonnée. De nombreuses pistes cyclables jalonnent le littoral et les îles.
La communauté d'agglomération de La Rochelle organise un service de vélos en libre-service sous la marque Yélo.